# Slovenia all'Eurovision Song Contest 2010
La Slovenia ha organizzato ancora una volta l'EMA per selezionare il suo rappresentante all'Eurovision Song Contest 2010. La semifinale, alla quale hanno partecipato 14 artisti emergenti, si è tenuta il 20 febbraio: i sette vincitori si sono uniti ai sette artisti conosciuti scelti da una giuria interna, entrando in competizione con questi il 21 febbraio.

## Partecipanti all'EMA

### Semifinale
| Ord. | Artista                          | Canzone               | Testo (t) / Musica (m)                              |
| ---- | -------------------------------- | --------------------- | --------------------------------------------------- |
| 1    | Sara Kobold                      | "Od tod do večnosti"  | Martin Štibernik (m & t)                            |
| 2    | Brigita Šuler                    | "Para me"             | Miha Hercog (m), Saša Lendero (t)                   |
| 3    | Nina Pušlar                      | "Dež"                 | Martin Štibernik (m & t), Dejan Radičevič (m & t)   |
| 4    | Langa                            | "Roko mi daj"         | Miha Hercog (m), Mišo Kontrec (m), Saša Lendero (t) |
| 5    | Saša Zamernik                    | "Živim za zdaj"       | Raay (m), Dantaya (t)                               |
| 6    | Ylenia Zobec                     | "Priznam"             | Tadej Mihelič (m), Ylenia Zobec (t)                 |
| 7    | Vaso & D Plejbeks                | "Gremo na EMO"        | Tadej Vasle (m & t)                                 |
| 8    | Martina Šraj                     | "Dovolj ljubezni"     | Simon Skalar (m), Martina Šraj (t)                  |
| 9    | Marko Vozelj                     | "Moj si zrak"         | Marko Vozelj (m & t)                                |
| 10   | Petra Pečovnik                   | "Iz navade"           | Domen Kumer (m & t), Petra Pečovnik (m & t)         |
| 11   | Martina Feri & Tomaž Nedoh       | "Le en dan"           | Tom Nedoh (m), Nik Papič (t), Polona Oblak (t)      |
| 12   | Zadnji Taxi                      | "Franjo"              | Roman Zupančič (m & t)                              |
| 13   | Manca Špik                       | "Tukaj sem doma"      | Andrej Babić (m), Feri Lainšček (t)                 |
| 14   | Ansambel Roka Žlindre & Kalamari | "Narodnozabavni rock" | Marino Legović (m), Leon Oblak (t)                  |

### Finale
| Ord. | Artista                 | Canzone               | Testo (t) / Musica (m)                                 | Televoto | Pos. |
| ---- | ----------------------- | --------------------- | ------------------------------------------------------ | -------- | ---- |
| 1    | Marko Vozelj            | "Moj si zrak"         | Marko Vozelj (m & t)                                   | 1,597    | 6    |
| 2    | Nuša Derenda            | "Sanjajva"            | Neisha (m & t)                                         | 1,040    | 9    |
| 3    | Langa                   | "Roko mi daj"         | Miha Hercog (m), Mišo Kontrec (m), Saša Lendero (t)    | 3,462    | 3    |
| 4    | Tangels                 | "Kaj in kam"          | Raay (m & t), P.Charles (t)                            | 444      | 12   |
| 5    | Brigita Šuler           | "Para me"             | Miha Hercog (m), Saša Lendero (t)                      | 1,244    | 8    |
| 6    | Anastazija Juvan        | "Nežna"               | Miran Juvan (m), Anastazija Juvan (t)                  | 273      | 14   |
| 7    | Manca Špik              | "Tukaj sem doma"      | Andrej Babić (m), Feri Lainšček (t)                    | 2,264    | 4    |
| 8    | Hamo & Gal              | "Črni konji čez nebo" | Gal Gjurin (m & t)                                     | 1,918    | 5    |
| 9    | Martina Šraj            | "Dovolj ljubezni"     | Simon Skalar (m), Martina Šraj (t)                     | 1,479    | 7    |
| 10   | Stereotipi              | "Daj mi en znak"      | Zvone Tomac (m), Janez Rupnik (t), Vatroslav Tomac (t) | 298      | 13   |
| 11   | Nina Pušlar             | "Dež"                 | Martin Štibernik (m & t), Dejan Radičevič (m & t)      | 3,527    | 2    |
| 12   | Vlado Pilja             | "Tudi fantje jočejo"  | Marino Legovic (m), Igor Pirkovič (t)                  | 513      | 11   |
| 13   | Roka Žlindre & Kalamari | "Narodnozabavni rock" | Marino Legović (m), Leon Oblak (t)                     | 15,907   | 1    |
| 14   | Lea Sirk                | "Vampir je moj poet"  | Patrik Greblo (m), Juliette Justine (t)                | 751      | 10   |

## All'Eurofestival
La Slovenia gareggerà in una delle due semifinali, il 25 e 27 maggio.